# Михайло-Архангельский монастырь (Юрьев-Польский)
Михайло-Архангельский монастырь — православный мужской монастырь Александровской епархии, ценный архитектурный ансамбль XVII—XVIII веков. Располагается в самом центре Юрьев-Польского в кольце древних земляных валов XII века, оставшихся от городского кремля.

## История
По не подтверждённому документами преданию, основан в начале XIII века местным князем Святославом Всеволодовичем. По документам известен с XVI века.
Первый (не сохранившийся) каменный храм построен в 1560 году. Князь Михайло Кубенский возвел вокруг монастыря каменную стену и «по ней пристроены три башни большие, верх шатровый». Отсутствие более ранних известий краеведы объясняют тем, что в 1238 году войска Батыя при взятии Юрьева-Польского разорили обитель и почти два века она простояла в запустении.
Существующие храмы строились в продолжение XVII века. До революции в монастыре хранилось немало подарков от князя Д. М. Пожарского, у которого недалеко от Юрьева была вотчина — село Большелучинское.
После установления советской власти монастырь был закрыт и разграблен, собор переоборудован под выставочные залы музея. Во время сталинских чисток у задней стены монастыря происходили расстрелы, о чём упоминается в «Записках уцелевшего» С. М. Голицына. Реставрация полуразрушенных храмов происходила в 1960-е годы. В данный момент в большинстве построек располагаются экспозиции Юрьев-Польского музея.

## Датировка и расположение построек
| Название                                    | Годы          | Расположение                     |
| Собор Михаила Архангела                     | 1792—1806     | В центре монастырской территории |
| Знаменская трапезная церковь                | 1625          | С юга от собора                  |

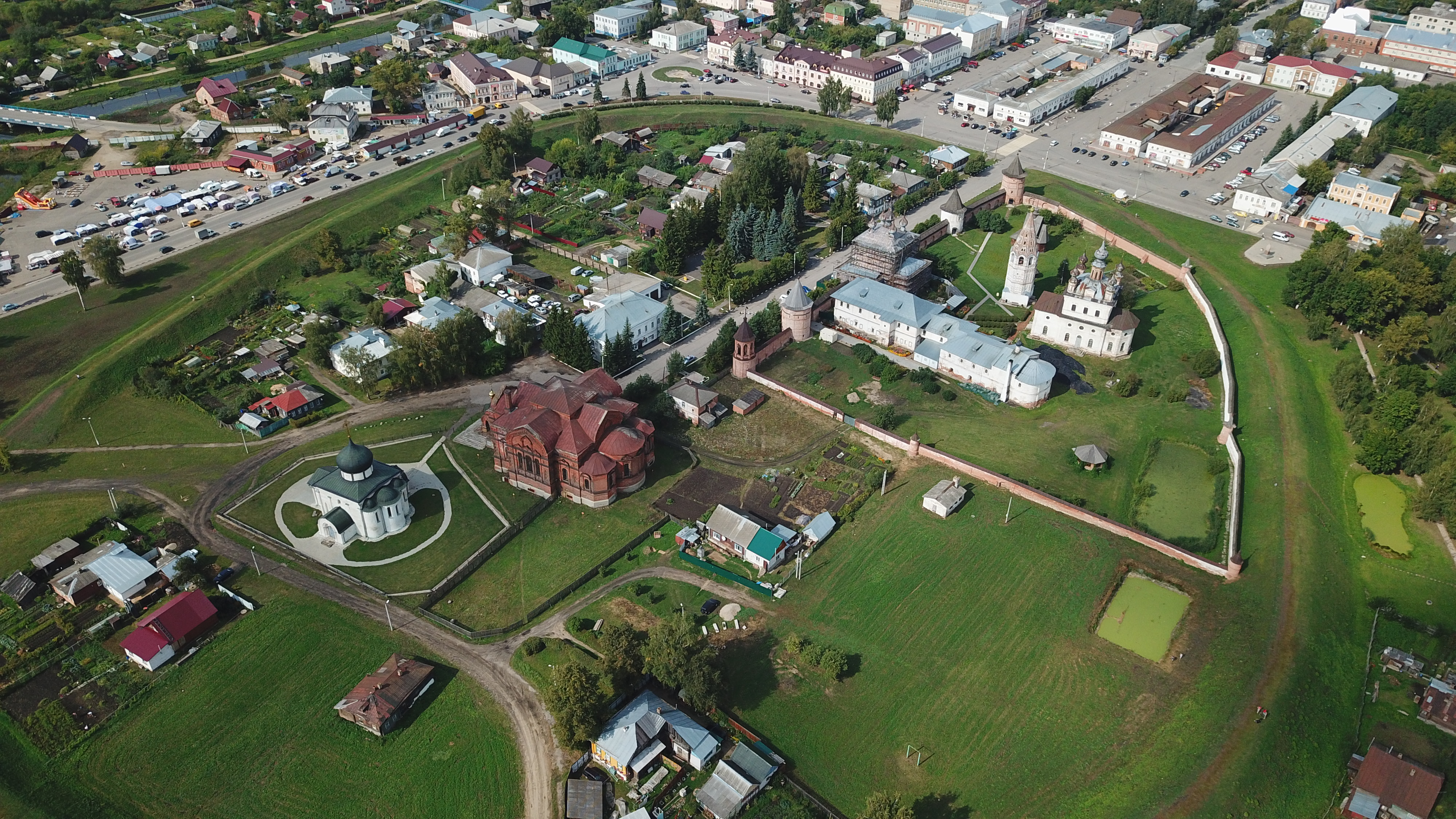
С высоты птичьего полёта

| Надвратная церковь Иоанна Богослова         | 1670          | В структуре монастырских стен    |
| Колокольня                                  | 1685—1688     | С северо-запада от собора        |
| Георгиевская деревянная церковь из с.Егорье | 1718          | В северной части монастыря       |
| Надкладезная часовня                        |               |                                  |
| Архимандритский корпус                      | 1763          | С запада от Знаменской церкви    |
| Братский корпус                             | 1763          | С запада от Знаменской церкви    |
| Ограда с башнями                            | XVI—XVIII вв. |                                  |

## Современность
На территории монастыря, а также в расположенном рядом Георгиевском соборе (в экспозиции собора представлен так называемый Святославов крест — памятник изобразительного искусства домонгольской эпохи, воспринимаемы верующими как чудотворный образ) расположен Юрьев-Польский историко-архитектурный и художественный музей. Михаило-Архангельский собор передан под совместное использование с Русской Православной Церковью и в связи с этим была возобновлена монашеская жизнь в обители. Богослужения возобновились в сентябре 2006 года.